# District scolaire francophone Nord-Est
Le district scolaire francophone Nord-Est est le nom d'un district scolaire francophone regroupant l'ensemble des établissements et communautés scolaires acadiennes situé dans le secteur septentrional et maritime de la province du Nouveau-Brunswick au Canada. Son centre administratif académique est situé dans la ville de Tracadie-Sheila.

## Présentation
Le système d'éducation néo-brunswickois est géré et structuré selon le principe de la dualité linguistique. Il reconnait donc deux secteurs d'éducation distincts, l'un francophone et l'autre anglophone, dans le but de promouvoir et de sauvegarder les communautés de la province.
L'article 23 de la Charte canadienne des droits et libertés, adoptée en 1982, garantit le droit à l'enseignement en français pour la minorité francophone du Canada. Les articles 4, 5 et 11 de la Loi sur l'éducation touchent également la langue d'enseignement, ainsi que la politique 321 qui en découle.
Dans le secteur francophone, les élèves fréquentent en général le même établissement, soit l'école élémentaire, de la maternelle à la huitième année, avant de se rendre à l'école secondaire, qui offre les cours de la neuvième à la douzième année; d'autres cheminements sont possibles selon les localités, et il y a des écoles offrant des cours de la maternelle à la 5e année, de la maternelle à la 12e année, de la 6e à la 8e année et de la 6e à la 12e année.
Le secteur Francophone Nord-Est est l'un des trois districts scolaires du Nouveau-Brunswick. Il s'étend sur toute la partie septentrionale de cette province maritime. Elle jouxte les deux autres districts francophones Francophone Sud (Dieppe) et Francophone Nord-Ouest (Edmundston).

## Organisation
Le district Francophone Nord-Est est divisé aujourd'hui en 9 sous-districts. Il comptait plus de 10 400 élèves en 2012, encadrés par 1 700 enseignants et formateurs, répartis dans une quarantaine d'établissements scolaires (écoles élémentaires et écoles secondaires). Chaque sous-district étant supervisé par un bureau scolaire.

## Actions pédagogiques
À côté de la transmission des savoirs, un dispositif éducatif a été mis en place pour promouvoir la lecture chez les jeunes acadiens. "Lire et faire lire Acadie" est un programme de développement du plaisir de la lecture et de la solidarité intergénérationnelle destiné aux enfants des écoles primaires. Ce programme implique des bénévoles de plus 50 ans ou à la retraite qui partagent leur plaisir de lire avec des enfants des écoles primaires. Il s’agit de leur lire des histoires pour développer leur goût de la lecture.
Le district scolaire Francophone Sud reçoit le soutien de centres d'appui à l'apprentissage depuis 2012. L'intégration en classes d'immersion permet la francisation d'élèves non-francophones selon l’article 23 de la Charte canadienne des droits et libertés, qui offre aux parents le droit de faire instruire leur enfant à l’école de langue française, ainsi que l’article 5 de la Loi sur l’éducation du Nouveau-Brunswick, qui permet à un enfant dont les deux parents sont anglophones de bénéficier d’une éducation de langue française, pourvu qu’il ait les compétences linguistiques suffisantes en français. 